# Estadio Peristeri
El Estadio Peristeri (también conocido como Estadio Atromitos) es un estadio de usos múltiples en ubicado en la ciudad de Peristeri, un distrito occidental de Atenas, en Grecia. El estadio fue inaugurado en 1947 y tiene una capacidad de 10 425 asientos.
Actualmente se usa principalmente para partidos de fútbol y es el estadio de Atromitos.